# Caroline Jaubert
Pour les articles homonymes, voir Jaubert.
Caroline Jaubert, née Caroline d'Alton le 6 juin 1803 à Coblence et morte le 13 décembre 1882 à Paris 9e, est la maîtresse et « marraine » d'Alfred de Musset, ainsi que la correspondante de Berryer et Heinrich Heine. Femme de salon, elle est notamment l'auteur de Souvenirs.

## Biographie

### Famille
Caroline Jaubert est la fille de Jacques-Wulfran, comte d’Alton et de Françoise Shée, la sœur d'Edmond d'Alton-Shée de Lignières, la nièce du général Alexandre d'Alton et la cousine germaine d'Aimée d'Alton, épouse de Paul de Musset.
Elle est âgée de 12 ans quand meurt son père, épouse le jour de ses quinze ans Louis-Charles-Maximilien Jaubert, conseiller des requêtes à la Cour de Cassation, de vingt ans son aîné, frère de l'orientaliste Pierre Amédée Jaubert, de cette union Adeline Jaubert, (1820-1892), qui épouse Jules Lelièvre, marquis de La Grange.

### Salonnière
Caroline Jaubert rencontre Alfred de Musset en 1835 (la première lettre d'Alfred de Musset est datée 11 août 1835), les rencontres se font à Augerville, dans le Loiret, chez l'avocat Berryer, on y voit Delacroix, Chateaubriand, le prince de Belgiojoso, Just Géraldy, Artaud de Montor, Chenavard, Frazer, Étienne Béquet et du côté des femmes Mme Rupert, la comtesse Kalergis, la princesse de Lichtenstein, la comtesse de Vergennes, etc.
Un soir, ayant été désignée pour donner un sobriquet à Alfred de Musset, elle l'appela « le prince Phosphore de cœur-volant », et lui permit de se dire son filleul et de la nommer sa marraine. Pendant bien des années, Alfred de Musset se fit un devoir de rendre compte à sa marraine de toutes ses impressions. C'est Caroline Jaubert qui a posé le personnage de Mme de Léry, dans le Caprice (1837).

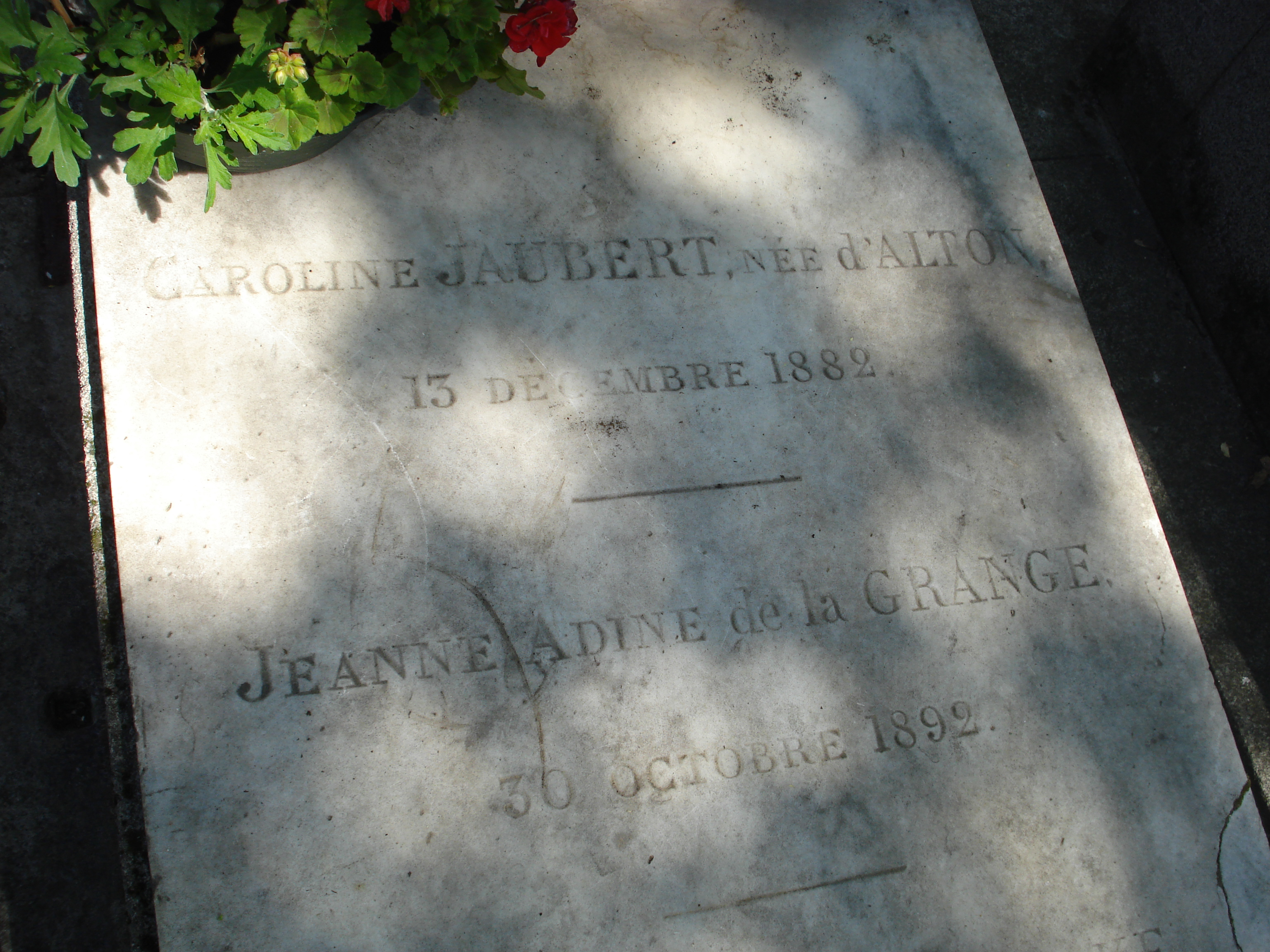
Tombe de Caroline Jaubert au cimetière de Montmartre (division 30).

Elle meurt à l'âge de 79 ans le 13 décembre 1882 en son domicile, 49 rue de la Bruyère, et est inhumée au cimetière de Montmartre (30e division) avec sa fille Adeline, décédée le 30 octobre 1892 à Paris 9e.

## Sources biographiques
- « Souvenirs de Madame C. Jaubert, lettres et correspondances : Berryer, 1847 et 1848, Alfred de Musset, Pierre Lanfrey, Henri Heine (5e édition) ; 1881 » sur Gallica
- Nécrologie de Caroline Jaubert « Le Gaulois » 15 décembre 1882
- Obsèques de Caroline Jaubert « Le Gaulois » 17 décembre 1882
- Lettre du comte d'Alton-Shée à sa nièce la marquise  Jeanne de La Grange, fille de Mme Caroline Jaubert « Le Gaulois » 12 juillet 1887
- La marraine d’Alfred de Musset Madame Caroline Jaubert d'après des documents inédits par Léon Séché « La Revue de Paris » novembre 1906
- La marraine d’Alfred de Musset « Etudes d'histoire romantique. Alfred de Musset : (documents inédits) avec portraits, dessins et autographes. Les femmes / Léon Séché ; 1907 », pages 36 à 73
- La Marraine d'Alfred de Musset : Caroline Jaubert par André Gayot  « La Nouvelle revue » mars 1911
- Caroline Jaubert, la marraine de Musset « Le Figaro. Supplément littéraire du dimanche » 11 mars 1911
- Le souvenir de Mme Jaubert, marraine d’Alfred de Musset « Le Figaro » 7 janvier 1933
- Une lettre inédite d’Henri Heine à Caroline Jaubert par Ernest Feder « Journal des débats politiques et littéraires » 7 février 1937
- France Culture - La Boîte à lettres « Lettre de d'Alfred de Musset à Caroline Jaubert » par Cécile Guilbert, le 15 novembre 2014